# Pia Rönicke
Pia Rönicke (født 1974 i Roskilde, Danmark) er en dansk billedkunstner uddannet ved Det Kongelige Danske Kunstakademi 1995-1999 og California Institute of the Arts 1999-2001. Hun bor og arbejder i København..
Lektor ved Kunstakademiets Billedkunstskoler i København.

## Kunstnerisk praksis
Pia Rönickes kunstneriske praksis blander video, installationskunst, fundne objekter og arkivmateriale i fænomenologiske undersøgelse af arkitektur, byrum, historie og arkivet.

## Hædersbevisninger
Pia Rönicke blev tildelt Statens Kunstfonds treårige arbejdsstipendium i 2014.